# Трансплантация пениса
Трансплантация пениса — хирургическая трансплантационная процедура, во время которой пациенту пересаживают пенис. Пересаженный орган может быть забран у донора или выращен искусственно. Второй вариант в настоящий момент ещё не опробован на человеке. Трансплантация пениса, как и других периферических органов, таких как лицо или кисть руки, вызывает много споров, поскольку не является необходимой для жизнедеятельности пациента.

## Проведённые операции
Первая операция по пересадке пениса была проведена в 2006 году в урологическом отделении военного госпиталя Гуанчжоу («Guangzhou Liuhuaqiao Hospital») Китайской Народной Республики. Операцию провела группа из 11 хирургов под руководством Вей-Ли Ху. Пациентом стал 44-летний мужчина, потерявший большую часть пениса в результате несчастного случая, донором полового члена стал 22-летний молодой человек с констатированной смертью головного мозга. Операция прошла успешно, но в результате пациент и его жена получили психологическую травму, и через 15 дней нормально функционирующий пересаженный половой орган пришлось удалить по настоянию пациента.
11 декабря 2014 года врачи Стелленбосского университета (ЮАР) провели успешную трансплантацию пениса в Тайгербердской больнице в Кейптауне. Операцию возглавлял профессор Андре Ван дер Мерве, заведующий кафедрой урологии в Университете Стелленбош. Пациент — 21-летний мужчина, потерявший пенис в 18-летнем возрасте в результате неудачно выполненного обрезания. Операция длилась 9 часов, хирурги соединяли сосуды и нервы. 13 марта было объявлено, что пересаженный орган полностью функционирует: мочеиспускание, эрекция, оргазм и эякуляция. Полное восстановление ощущений, как ожидается, займет два года. Однако, уже 11 июня 2015 года пациент объявил о беременности своей подруги.
В начале мая 2016 года в Массачусетской больнице была проведена первая трансплантация пениса в США. Пациентом стал 64-летний Томас Мэннинг у которого диагностировали рак полового члена. Операцию возглавили хирурги Кетрис Кетруло и Диккен Ко. Врачи практиковались на трупах более 3 лет, перед тем как приступить к пересадке пениса. В трансплантации принимало участие 13 хирургов и более 30 медицинских работников. Операция длилась 15 часов и завершилась успешно.
26 марта 2018 года команда хирургов из университета Джонса Хопкинса (Балтимор) провела первую общую трансплантацию пениса и мошонки в мире. Операция, которая длилась 14 часов, была выполнена большой командой врачей, анестезиологов и медсестёр во главе с доктором Эндрю Ли, директором пластической и реконструктивной хирургии в университете Джонса Хопкинса. Хирурги университета планировали провести такого рода вмешательство в 2013 году, однако на исследования и подготовку ушло 5 лет. Реципиент — военный ветеран, получивший ранения в результате взрыва самодельного взрывного устройства в Афганистане, — пожелал остаться неизвестным. Во время процедуры пенис, окружающие ткани и мошонка умершего донора были пересажены реципиенту. Этот сложный вид трансплантационной операции называется «васкуляризованная композитная аллотрансплантация». В больнице сообщили, что пациент восстановился после операции и был выписан.